# Glochidion vitiense
Glochidion vitiense là một loài thực vật có hoa trong họ Diệp hạ châu. Loài này được (Müll.Arg.) Gillespie mô tả khoa học đầu tiên năm 1932.